# Jim Patterson
James Michael Patterson (nacido en  Chandler, Arizona, Estados Unidos, el 9 de febrero de 1989) es un Lanzador de béisbol profesional, que juega para los Leones del Caracas en la Liga Venezolana de Béisbol Profesional (LVBP).